# Architetture militari di Rimini

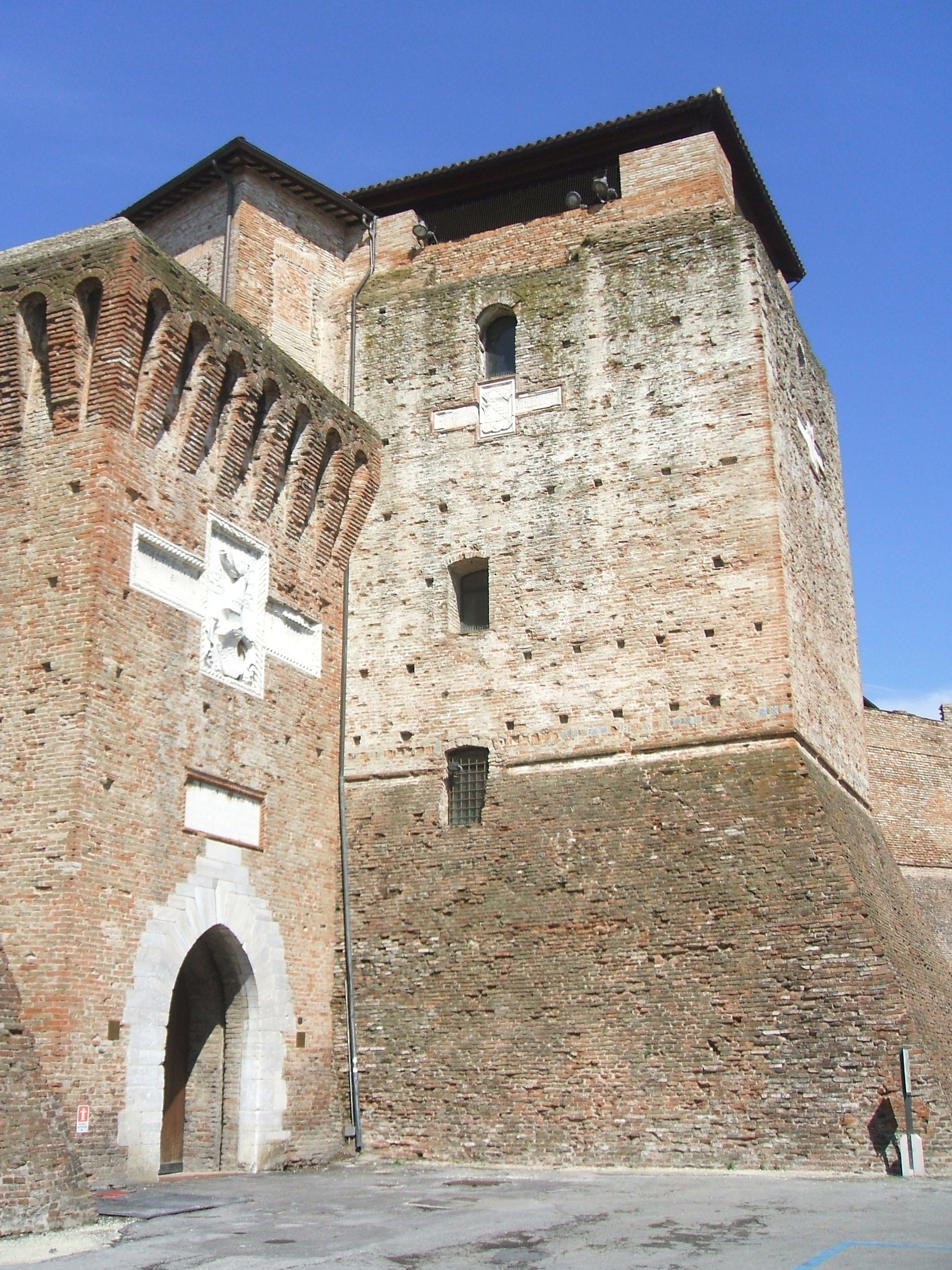
L'ingresso a Castel Sismondo

Il patrimonio storico di architetture militari di Rimini riassume l'immagine e la struttura stessa della città dall'antichità romana fino al primo Quattrocento, documentandone i caratteri fondanti, l'evoluzione e gli eventi storici.
Le mura, con i suoi torrioni e le sue porte, e il castello costituirono per secoli un sistema difensivo importante per la vita cittadina sotto molteplici aspetti: protezione dai pericoli esterni, elemento essenziale dell'assetto urbanistico e controllo sui commerci con il territorio circostante.
Rimini ebbe una cinta muraria fin dalla sua fondazione (268 a.C.); nel III secolo d.C fu costruito un nuovo sistema fortificato che rimase operativo per molto tempo, fino al Medioevo, quando nuove esigenze militari richiesero l'edificazione di una nuova cerchia fortificata.
Castel Sismondo, voluto da Sigismondo Pandolfo Malatesta come residenza signorile e fortezza al tempo stesso, coronava il sistema difensivo malatestiano connettendosi alla cinta muraria cittadina.
Al mutare delle tecniche militari e delle condizioni politiche, tra la fine del Settecento e la metà dell’Ottocento, quasi tutte le porte cittadine furono abbattute e sostituite da barriere daziarie; ulteriori distruzioni avvennero nel Novecento, quando l’espansione urbana varcò l’antico e ormai obsoleto limite delle mura.

## Castelli

### Castel Sismondo

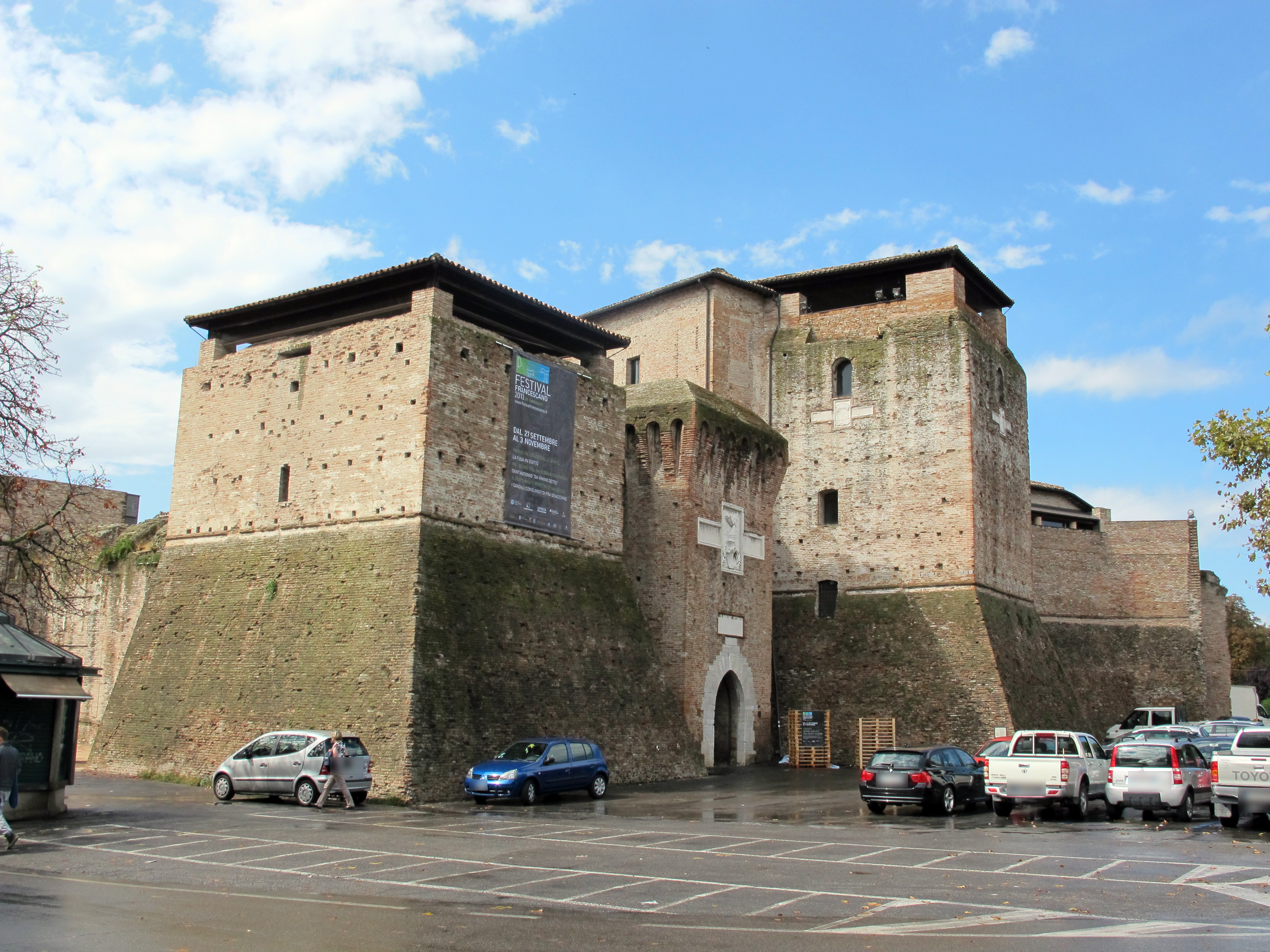
Castel Sismondo

Fu costruito tra il 1437 e il 1454 come fortezza e residenza signorile di Sigismondo Pandolfo Malatesta, incorporando preesistenti costruzioni malatestiane del XIII secolo e demolendo un intero quartiere. Il castello doveva avere in origine l'aspetto di una grande cittadella fortificata, circondata da un immenso fossato largo 350 passi, dotata di 160 finestre, sei torri e quattro ponti levatoi e dipinta con intonaci nei colori malatestiani (verde, bianco e rosso). Le sue strutture furono adeguate alle nuove necessità difensive e subirono numerose modifiche nel XVII secolo e nel 1826, con la demolizione dei baluardi esterni e la chiusura del fossato. Il grande complesso fortificato è composto dal mastio, dal palazzo d'Isotta, da una corte centrale e dalla corte del Soccorso. Il cassero è difeso su ogni lato da poderosi terrapieni a scarpa e da imponenti torri quadrate rivolte verso la città.

## Mura

### Mura romane
Le mura repubblicane, risalenti all'epoca della fondazione della città e probabilmente limitata ai lati non difesi naturalmente dal mare e dal Marecchia, comprendevano quattro porte poste in corrispondenza del cardo e del decumano massimo: l'Arco d'Augusto, Porta Montanara, Porta Gallica e Porta Marina. Le mura repubblicane, un tratto delle quali è conservato ai lati dell'Arco d'Augusto, avevano una struttura in opus quadratum, composta da grandi blocchi di arenaria gialla provenienti dall'Appennino romagnolo. Le mura tardoimperiali o aureliane furono costruite nel III secolo d.C., per fronteggiare la minaccia delle invasioni barbariche; si sviluppavano lungo un perimetro di 2,5 km e mantennero la loro funzione difensiva per molti secoli, fino all'edificazione delle mura medievali e malatestiane. Le mura aureliane presentano una struttura più incoerente rispetto a quelle repubblicane, con laterizi di dimensioni variabili, blocchi di arenaria e frammenti lapidei. All'interno di Castel Sismondo sono conservati i resti di una torre, mentre un breve tratto superstite, che include le cortine murarie e una torre quadrangolare, è ancora visibile nei pressi dell'anfiteatro.

### Mura federiciane
Le mura federiciane, costruite per volere dell'imperatore Federico II tra il 1225 e il 1248, difendevano la città nel lato rivolto al mare, includendo i quartieri medievali di S. Maria al Mare e S. Cataldo, sorti al di fuori della cinta muraria aureliana. Delle mura federiciane, costruite in laterizi, alte più di 5 metri e con uno spessore variabile da uno a due metri, è conservato un breve tratto lungo via Bastioni settentrionali, nei pressi dell'antico porto.

### Mura malatestiane

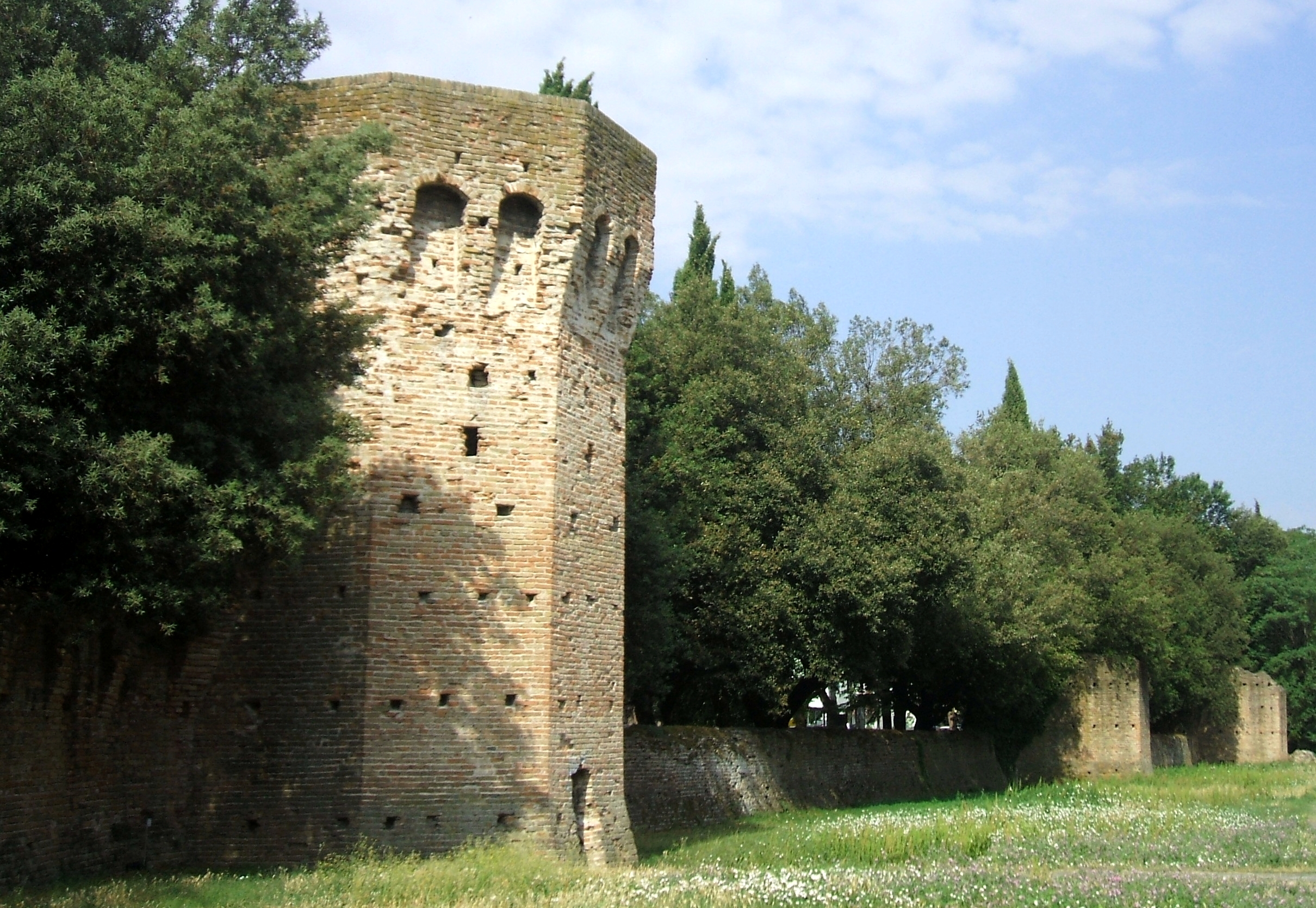
Le mura malatestiane del borgo S. Giuliano

La cinta muraria medievale fu costruita tra la metà del XIV e l'inizio del XV secolo, a difesa della città e del borgo San Giuliano, seguendo un tracciato leggermente esterno rispetto alle precedenti mura di età repubblicana e federiciana. Le mura di S. Giuliano, lungo via Madonna della Scala, edificate per volere di Galeotto I Malatesta nel 1359, comprendevano alte cortine murarie aperte da due porte: Porta S. Giuliano e Porta Gervasona o Gabelletta, quest’ultima ancora esistente Gervasona. Sono caratterizzate da alte torri a base poligonale e conservano interessanti elementi architettonici quali le bombardiere originali e tracce del cammino di ronda. Le mura di Rimini, costruite nel 1426 da Carlo Malatesta, presentano una muratura in laterizio di tipo a sacco, con poderose cortine murarie a scarpa interrotte da torri a base quadrangolare e trapezoidale. Delle otto porte medievali della città – Porta S. Genesio, Porta S. Andrea, Porta del Gattolo, Porta di S. Giovanni Battista, Porta S. Pietro, Porta Galliana, Porta S. Giorgio e Porta S. Cataldo – resta soltanto la trecentesca Porta Galliana, nota anche come “Arco di Francesca”, presso l'antico argine del Marecchia.

## Porte

### Porta Montanara
Costruita nel I secolo a.C., costituiva uno dei quattro ingressi dell'antica Ariminum insieme alle porte Romana, Gallica e Marina. In origine era composta da due archi in grossi blocchi di arenaria, dai quali transitavano separatamente carri e pedoni: il fornice di destra, distrutto dai bombardamenti nel 1943, fu rialzato ed utilizzato per secoli come accesso alla città per le strade provenienti dall'entroterra, mentre quello di sinistra fu chiuso già nei primi secoli dell'impero ed in seguito inglobato nel complesso delle “case rosse” dei Malatesta.

### Porta Gervasona
Porta Gervasona, detta anche “Portello”, è l'unica porta superstite delle mura malatestiane di S. Giuliano. Si trova lungo Via Madonna della Scala, accanto all'omonima chiesa, al termine del tratto di mura trecentesche ancora conservate. Fu ricostruita nel 1733 per volere del nobile riminese Giovan Battista Gervasoni, dal quale ebbe il nome.

### Porta Galliana
Nota anche come “Arco di Francesca”, Porta Galliana è situata sulla riva destra del porto canale, lungo l'antico corso del fiume Marecchia, oggi completamente recuperata anche nella sua originale funzione di ingresso lato mare della città storica. La porta, risalente alla fine del XIII e inizio del XIV secolo, ha un unico arco a sesto acuto, sormontato da una torre merlata; metteva in comunicazione il quartiere cittadino della “Castellaccia” con il porto. Fu fortificata con tanto di ponte levatoio e contromura difensive da Sigismondo Pandolfo Malatesta durante la sua signoria, attorno al 1450,  per difendersi con molta probabilità dalle incursioni dei pirati che popolavano l'alto Adriatico.

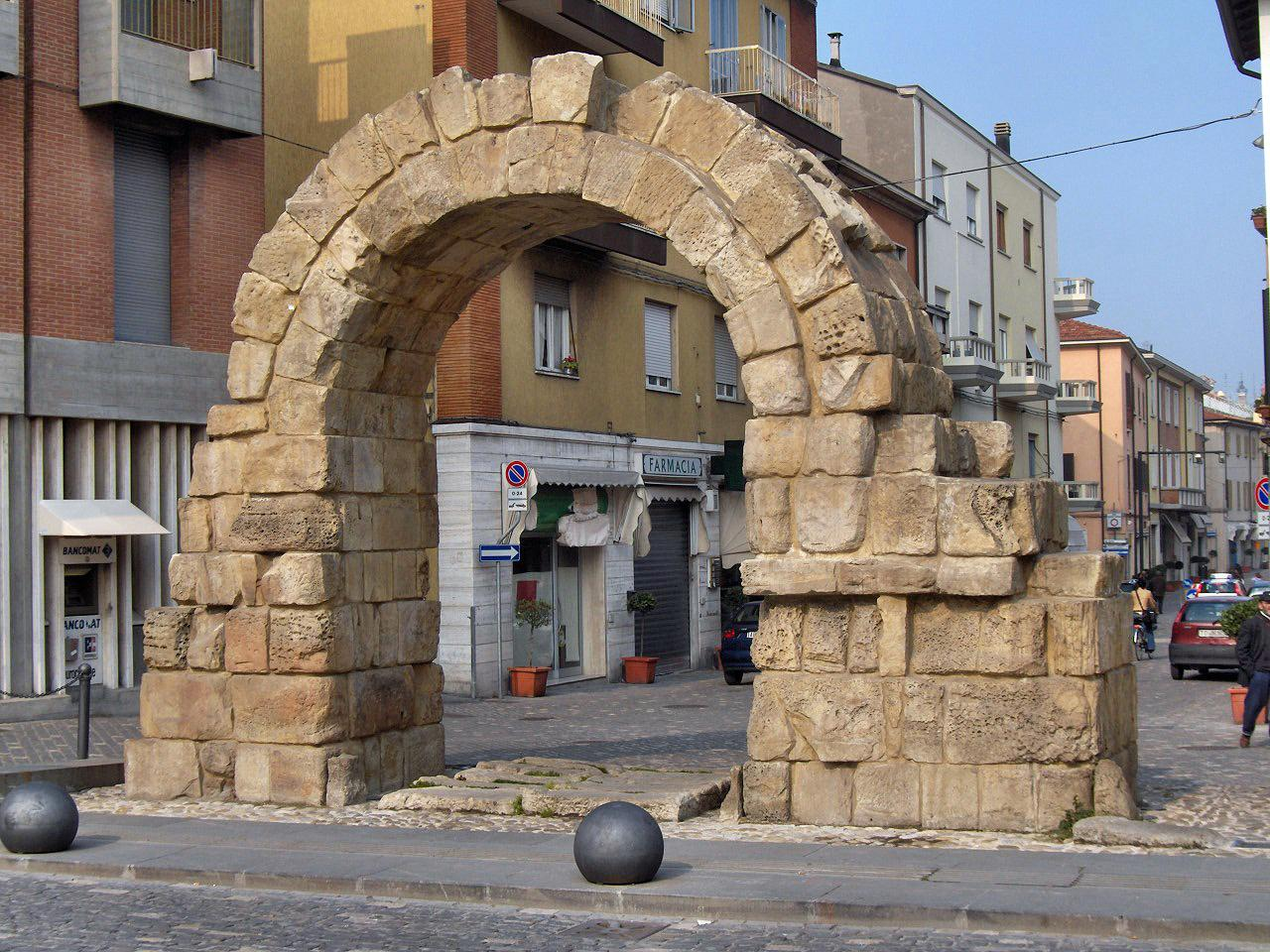
Porta Montanara
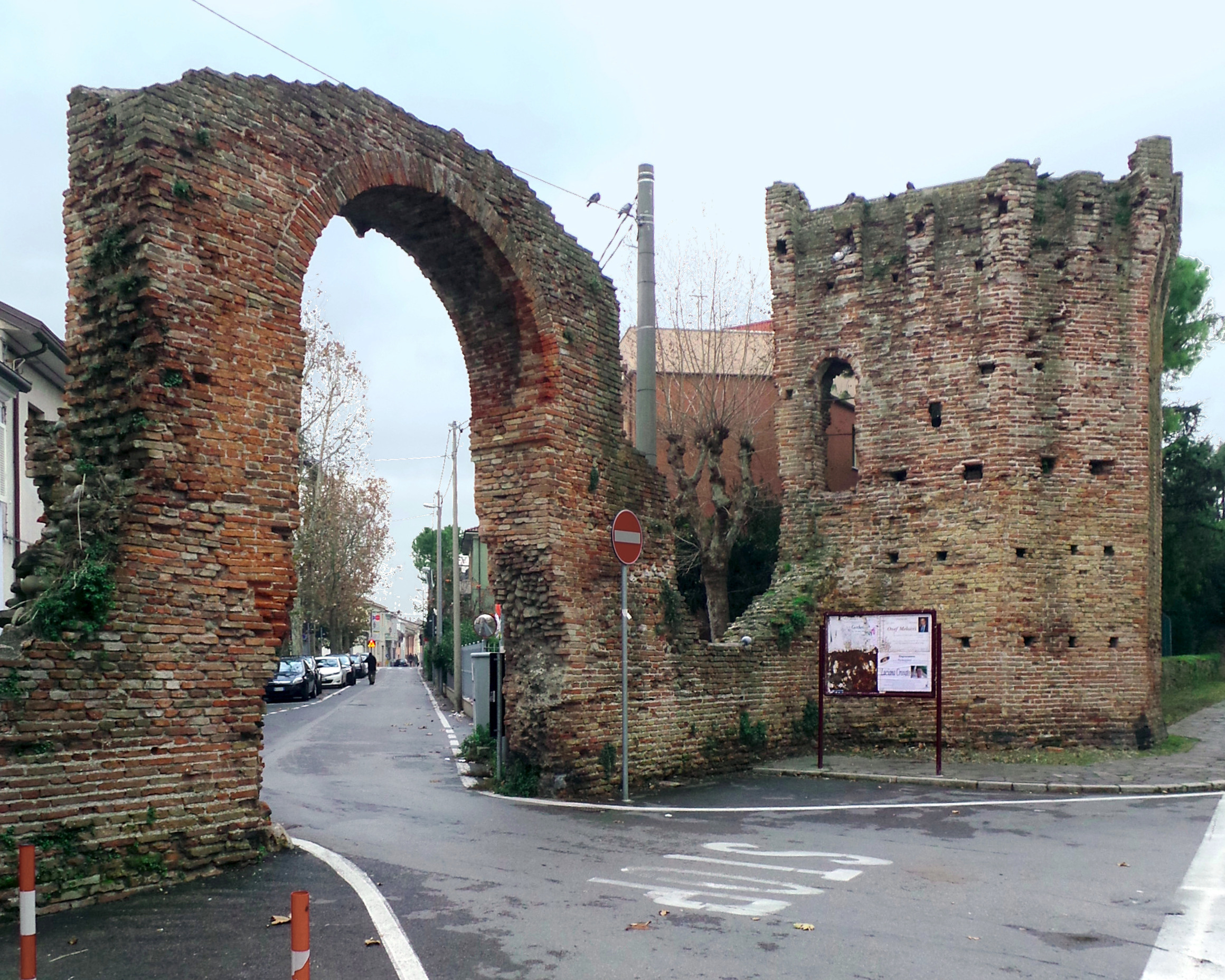
Porta Gervasona
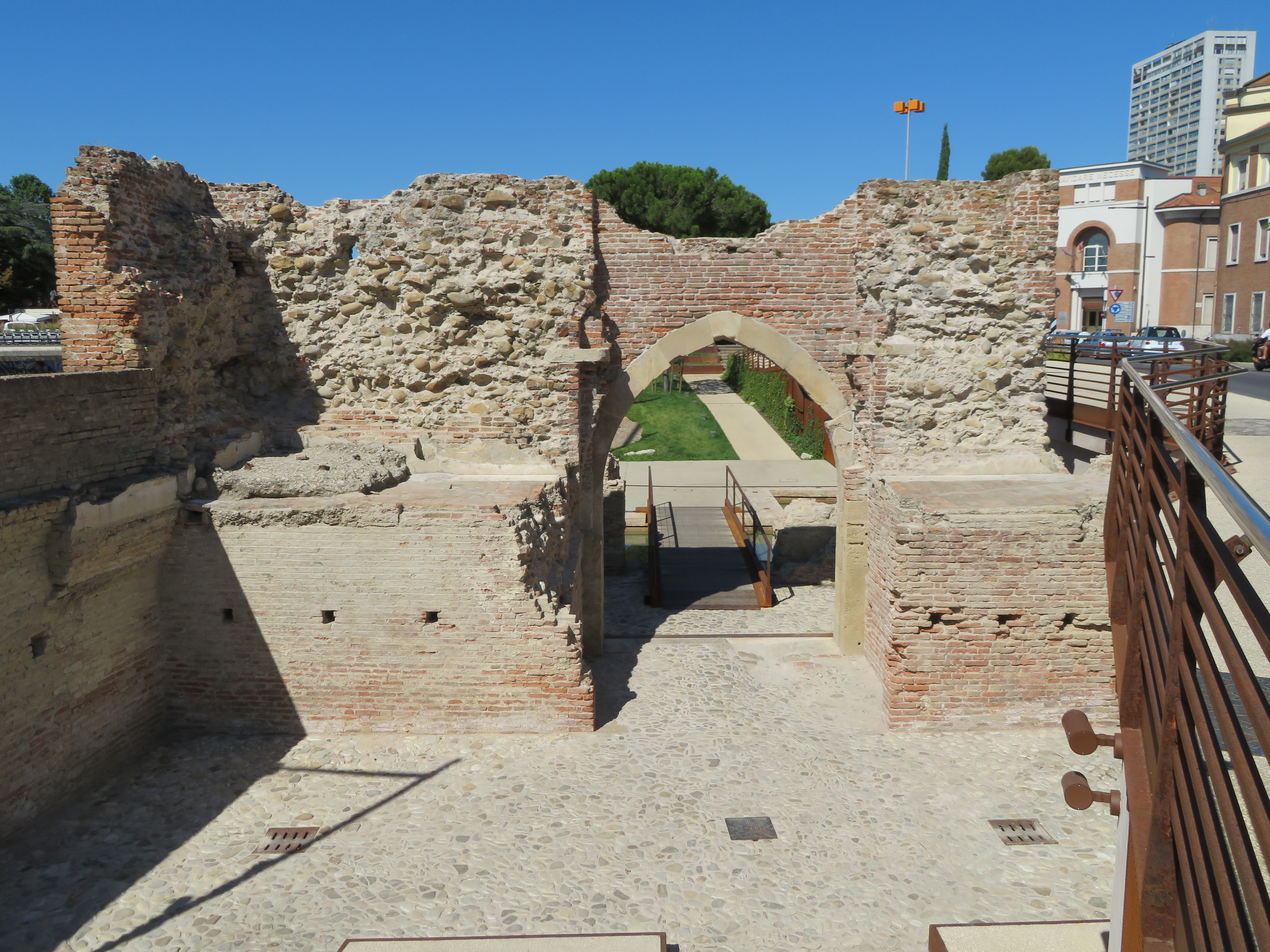
Porta Galliana